# Филип Зимбардо
Филип Зимбардо (Њујорк, 23. март 1933 — Сан Франциско, 14. октобар 2024) био је амерички психолог и професор емеритус на Унивезитету Станфорд. Постао је познат по свом стандфордском затворском експерименту из 1971. који је касније био оштро критикован и из етичких и из научних разлога. Аутор је разних  уџбеника увода у психологију за студенте и других запажених радова, укључујући The Lucifer Effect, The Time Paradox и The Time Cure.

## Младост
Рођен 23. марта 1933. у Њујорку. Године 1954. је троструко дипломирао на Бруклинском универзитету из психологије, социологије и антропологије, док је мастер и докторске студије радио на Јејлу, оба из психологије. Био је професор на Јејлу, Њујоршком универзитету, као и на Универзитету Колумбија и Станфорду. Студирао је заједно са Стенлијем Милграмом, који је спровео чувени експеримент на тему слепе послушности ауторитету који је утицао на сам рад Зимбарда. У Милграмовом експерименту, од почетно очекиваних 1% људи који би испољили садистичко понашање, а које се крије иза ауторитета који сноси одговорност, кроз 16 сличних истраживања тај број је достигао 90%. Равнотежа са појединачне послушности ауторитету Милграмових експеримента се у раду Зимбарда помера на моћ институција које обликују појединце да се опходе на одређени начин.

## Каријера и истраживачки рад
Зимбардо је најпознатији по Станфордском затворском експерименту (спроведеном 1971. године) који је са мало новчаних ресурса човеку донео велика сазнања. Експеримент се уместо планираних две недеље завршио након 6 дана, након што је пет потпуно здравих младића доживело нервни слом у року од 36 сати.
Поред овога, бавио истраживањима агресије, конфликта, мира, стидљивости, примењене и социјалне психологије, ставовима и веровањима, психологијом здравља, интерперсоналним процесима, личношћу и индивидуалним разликама, убеђивањем и социјалним утицајима, политичком психологијом и др. Има 699 радова и 2526 публикација на петнаест језика. Његово најзначајније дело је The Lucifer Effect: Understanding how good people turn evil. Почевши од питања „Шта се деси па људи скрену са пута?“ које му се наметало још од детињства услед окружења у коме је одрастао, показао је да граница добра и зла није негде далеко, већ у нама самима. Извео је и дефиницију зла - да је оно увежбавање моћи. Луцифер ефекат истражује промену људи кроз 3 фактора: унутрашњих дешавања, окружења и система. Указује на могућност ума да нас начини љубазним или окрутним, креативним или деструктивним, злочинцима и херојима. Зимбардо обликује 7 социјалних процеса који чине да „склизнемо“ под утицај зла:
1. Безазлено узимајући први, мали корак;
2. Дехуманизација других;
3. Узимање анонимног идетитета и одбацивање свог;
4. Пребацивањем личне одговорност;
5. Слепа послушност ауторитету;
6. Некритичка конформација групним нормама;
7. Пасивна толеранција зла кроз непредузимање акције и индиферентност.[5]

Даје и предлог за решавање новонасталог проблема, креирањем новог јавног здравственог модела који се фокусира на појединца и препознаје назнаке болести. Долази до закључка да су малтретирање, насиље и предрасуде болест, а да је херојство лек злу. Такође показује да је слика о херојству искривљена како код деце тако и код одраслих, будући да и „обични“ људи моги постати хероји. Пример је Џо Дарби који је стао на крај малтретирањима у Абу Граибу, показавши слике старијем официру, због чега је 3 године скривао своју породицу и себе, ради спасавања сопствених живота. У хероје убраја и Кристину Маслаx, која му је скренула пажњу на екперимент који се отргао контроли и на тај начин зауставила Станфордски експеримент, која је наредне године постала његова жена. Херој треба да избегава друштвене норме, да реагује када други ћуте и не буде егоцентричан, већ социоцентричан.

### Послушност ауторитету
Значај резултата постаје све јаснији како се сусрећемо са екстремним примерима из стварности који имају сличну суштину као и сам Станфордски експеримент.
Након завршеног експеримента, тридесет и две године касније, сведочимо ужасним злочинима почињеним од стране америчких војника током рата у Ираку, у месту Абу Граиб (20 km од Багдада), где се код затвореника одбацио појам људскости. Зимбарду се пружила могућност да истражи детаљније ова тромесечна дешавања и види преко 1000 слика усликаних од стране војника.
На затворенике су просипане различите хемијске супстанце, између којих је и фосфорна киселина, бивали су тучени, мушким затвореницима се претило силовањем, електричним шоковима, војници су пуштали војне псе на њих, поливали их леденом водом и на друге начине их деморализовали.
Дванаестог новембра 1978, у догађају који данас познат као Џонстаун масакр, у Гвајани је почињено масовно самоубиство цијанидом и валијумом 912 мушкараца, жена и деце као последица слепе послушности појединцу по имену Џим Џоунс (1931–1978). Самоназвани месија религијског култа Peoples Temple, обећавајући утопију свима онима који га прате.

## Достигнућа
Године 2016. Зимбардо добија почасну докторатску диплому од Чарлс Универзитета у Прагу. 2012. Добија Златну медаљу Америчке психолошке асоцијације за животни рад на пољу психологије. Године 2003. је, заједно са студентима Универзтета La Sapienza у Риму освоји Иг Нобелову награду за психологију за њихов рад „Јединствено једноставна личност политичара“ и др. Именован је за једног од најутицајнијих живих психолога.